# Vinax
Vinax település Franciaországban, Charente-Maritime megyében. Lakosainak száma 67 fő (2022. január 1.). Vinax Contré, Les Éduts, Néré, Saint-Mandé-sur-Brédoire, Saleignes, Asnières-en-Poitou, Aubigné és Paizay-le-Chapt községekkel határos.

## Népesség
A település népessége az elmúlt években az alábbi módon változott:
| Lakosok száma | 128  | 81   | 58   | 62   | 66   | 64   | 61   | 58   | 61   | 67   |
|               | 1968 | 1982 | 1990 | 2006 | 2013 | 2015 | 2017 | 2019 | 2020 | 2022 |